# Santa Maria Goretti (Trieste)

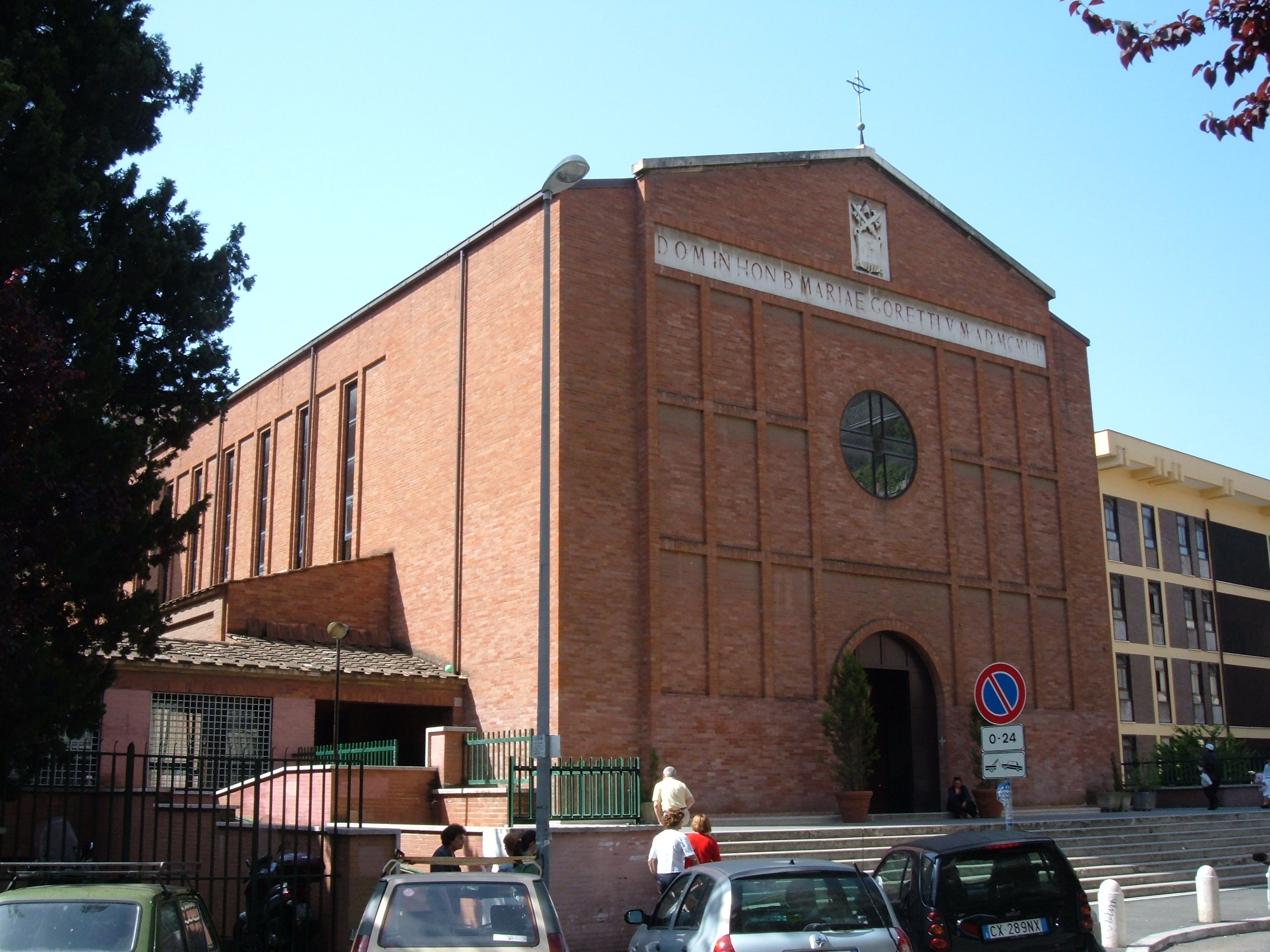
Santa Maria Goretti

Santa Maria Goretti ist eine katholische Pfarrkirche im römischen Stadtteil Trieste.

## Geschichte
Die Pfarrei wurde am 1. Juni 1953 durch Kardinalvikar Clemente Micara errichtet. Die 1953/54 nach Plänen von Tullio Rossi erbaute Kirche trägt das Patrozinium Maria Goretti. Am 15. Mai 1954 erfolgte durch Luigi Traglia, Vizegerent des Bistums Rom, ihre Konsekration. Am 18. Februar 2012 wurde sie von Papst Benedikt XVI. zur Titeldiakonie erhoben.

## Beschreibung
Die Kirche hat die Form einer Basilika. An der Fassade ist das Wappen von Papst Pius XII. zu sehen. Der Boden besteht aus dunkelgrünem Sandstein und grüngrauem Cipollino-Marmor. Papst Johannes XXIII. besuchte die Kirche im Jahr 1961.

## Kardinaldiakone
- Prosper Grech OSA, 18. Februar 2012–30. Dezember 2019
- Agostino Marchetto, seit 30. September 2023

Koordinaten: 41° 55′ 53,1″ N, 12° 31′ 16,6″ O